# Västerbäcken, Umeå
För andra betydelser, se Västerbäcken.
Västerbäcken - tillsammans med Österbäcken källflöde till Åhedån (Kasamarksbäcken) i södra Västerbotten. Total längd ca 9 km. 
Västerbäcken rinner upp nära Holmnäs och strömmar genom ett öppet odlingslandskap åt sydsydost. Den har i stor utsträckning rätats och liknar idag mest ett stort dike, till men för fisk och vattenkvalitet i övrigt. I Kasamark förenar den sig med Österbäcken och bildar Åhedån.